# إرفينغ ميلس
إرفينغ ميلس (بالإنجليزية: Irving Mills) (و. 1894 – 1985 م) هو موسيقي، وناشر موسيقى ‏، وشخصية أعمال، وكاتب أغاني أمريكي، ولد في نيويورك، توفي في بالم سبرينغس، عن عمر يناهز 91 عاماً.

## وصلات خارجية
- إرفينغ ميلس على موقع IMDb (الإنجليزية)
- إرفينغ ميلس على موقع ميوزك برينز (الإنجليزية)
- إرفينغ ميلس على موقع ميوزك برينز (الإنجليزية)
- إرفينغ ميلس على موقع قاعدة بيانات برودواي على الإنترنت (الإنجليزية)
- إرفينغ ميلس على موقع إن إن دي بي (الإنجليزية)
- إرفينغ ميلس على موقع أول ميوزيك (الإنجليزية)
- إرفينغ ميلس على موقع ديسكوغز (الإنجليزية)
- إرفينغ ميلس على موقع ديسكوغز (الإنجليزية)
- إرفينغ ميلس على موقع ديسكوغز (الإنجليزية)
- إرفينغ ميلس في قاعدة بيانات الأفلام على الإنترنت